# 13334 Tost
13334 Tost (1998 SX60) là một tiểu hành tinh vành đai chính được phát hiện ngày 17 tháng 9 năm 1998 bởi Dự án nghiên cứu tiểu hành tinh gần Trái Đất Lowell. Nó được phát hiện ngày a computer